# Homalosilpha gaudens
Homalosilpha gaudens är en kackerlacksart som beskrevs av Robert Walter Campbell Shelford 1910. Homalosilpha gaudens ingår i släktet Homalosilpha och familjen storkackerlackor. Inga underarter finns listade i Catalogue of Life.